# 藪漕ぎ
藪漕ぎ（薮漕ぎ、やぶこぎ）とは、道のない藪の中を木の枝やササなどをかき分けて進むこと。

## 技術
ササや雑草、低灌木などが繁茂する場所を、手や体全体を使いながらかき分けるように前進することで、その姿が海を漕ぐ姿に似ていることに由来する。登山では沢登りの終点から稜線に上がるときやルートを逸脱したときに藪漕ぎが必要になる場合がある。
登山のグレーディングでは藪漕ぎを必要とする山は難易度が高く、深い藪漕ぎが必要な山はさらに難易度が高くなる。やぶこぎ登山は方向維持の努力をしていても、現在地の曖昧さが二次元的に広がるため現在地把握が難しくなることがある。道のない藪漕ぎや雪山では積極的なルート維持が必要とされる。また、地図上からは読み取れない情報を利用して正しいルートを進むルートファインディングにおいても、藪の濃い場所でもどこが通りやすいか選択することが重要となる。
山菜採り、渓流釣りなどで藪漕ぎが行われることもある。

## 注意点
トゲのあるイバラなどの植物の藪を進む藪漕ぎでは肌を傷めることがある。また、ウルシなどで肌がかぶれるおそれもある。
マムシなどが生息していたりハチの巣が存在することもある。藪や草地は重症熱性血小板減少症候群（SFTS）を媒介することがあるマダニの生息場所でもあり、マダニの付着を防ぐには藪漕ぎはできるだけ避けるべきとされる。藪漕ぎを行った場合には、衣類はすぐに洗濯して体を洗うことが予防方法として挙げられている。対策の詳細はマダニを参照。

## 関連文献
- 鄭仁和（訳・編）『アメリカ陸軍サバイバルマニュアル』朝日ソノラマ ISBN 4257050284
- ジョン・ワイズマン『SASサバイバルハンドブック』並木書房 ISBN 4890630260
- 工藤章典『サバイバル読本』主婦と生活社 ISBN 439110508X
- 平山隆一『フィールドナイフの使い方』並木書房 ISBN 4890630694
- 柘植久慶『サバイバル・バイブル』原書房 ISBN 4562026146